# 1934年度の将棋界
1934年度の将棋界（1934ねんどのしょうぎかい）では、1934年（昭和9年）4月から1935年（昭和10年）3月の将棋界に関する出来事について記述する。

## できごと

### 1934年7月
- 4日 - 東京日日新聞、大阪毎日新聞（現在の毎日新聞）主催の「全日本将棋選手権戦」が開始される。出場棋士は32名（四段選抜4名、五段以上28名）[1]。
- 25日 - 大阪朝日新聞所属「十一日会」の神田辰之助七段と東京の日本将棋連盟（旧）の七段棋士7名の対局が開始された[1]。

### 1934年9月
- 13日 - 神田辰之助七段と七段棋士7名の全対局が終了。神田の3勝4敗で負け越しとなった[1]。

### 1935年1月
- 14日 - これまで名人は推挙制であったが、関根金次郎名人は抜本的な改革が必要と判断し、日本将棋連盟顧問の中島富治に改革案の起草を一任した[2]。

### 1935年2月
- 2日 - 中島富治が名人戦の創設案をまとめ、関根金次郎名人により快諾された[3]。

### 1935年3月
- 14日 - 大山康晴が木見金治郎八段に入門。内弟子となる[3]。
- 20・24日 - 東京日日新聞が名人制度の改革案について報道。八段6名の「八段会」の討議によって、改革案が全員一致で可決された[3]。
- 26日 - 日本将棋連盟評議員会の総会が開かれ、名人制度の改革案を決議。名人戦に関する規約を決め、金易二郎会長（八段）と関根金次郎名人が声明を発表した[3][4]。

## 昇段・引退
| 昇段 | 棋士     | 昇段日 | 注    |
| ---- | -------- | ------ | ----- |
| 四段 | 梶一郎   | 1934年 | [ 5 ] |
| 四段 | 松下力   | 1934年 | [ 6 ] |
| 四段 | 加藤治郎 | 1934年 | [ 5 ] |
| 四段 | 奥野基芳 | 1934年 | [ 7 ] |
| 四段 | 角田三男 | 1934年 | [ 8 ] |
| 六段 | 坂口允彦 | 1934年 | [ 6 ] |